# 자크 랑시에르
자크 랑시에르(프랑스어: Jacques Rancière, 1940년 ~ )는 알제리에서 태어난 프랑스의 철학자이다.
랑시에르는 1968년 5월 파리에서 일어난 학생 봉기에 대한 그의 태도를 놓고 루이 알튀세르와 공개적으로 결별하기 전에 영향력 있는 책 《'자본'을 읽자》에 기여했다; 랑시에르는 알튀세르의 이론적 입장이 자발적인 민중 봉기를 위한 충분한 여지를 남기지 않는다고 느꼈다.
이후 랑시에르는 이념과 프롤레타리아 등 정치 담론에 대한 우리의 이해를 구성하는 개념을 탐구했다. 그는 노동자 계급이 실제로 존재하는지, 그리고 알투세르와 같은 사상가들이 언급한 노동자 집단이 지식과의 관계, 특히 프롤레타리아에 관한 철학자들의 지식의 한계를 어떻게 계속적으로 개입하는지를 논하고자 했다.

## 작품 목록
한국어로 번역된 책들
- 《무지한 스승 - 지적 해방에 대한 다섯 가지 교훈》(Le Maître ignorant : Cinq leçons sur l'émancipation intellectuelle ,1987) ISBN 89-5820-142-8
- 《정치적인 것의 가장자리에서》(Aux bords du politique ,1990) ISBN 89-87671-87-9
- 《사람들의 고향으로 가는 짧은 여행》(Courts voyages au Pays du peuple, Le Seuil, 1990)
- 《역사의 이름들 (지식의 시학에 관한 에세이)》(Les Noms de l'histoire. Essai de poétique du savoir, Le Seuil, 1992)
- 《감성의 분할 (미학과 정치)》(Le Partage du sensible : esthétique et politique, 2000)
- 《미학 안의 불편함》(Malaise dans l'esthetique ,2004) ISBN 89-7418-269-6
- 《이미지의 운명 (랑시에르의 미학 강의)》(Le Destin des images, La Fabrique, 2003)
- 《민주주의에 대한 증오》(La Haine de la démocratie ,2005) ISBN 89-7418-042-1
- 《문학의 정치》(Politique de la littérature, Galilée, 2007)
- 《아듀 데리다 (지젝과 랑시에르 바디우가 데리다에게 보내는 추모의 글)》(Adieu Derrida)
- 《영화 우화》(La Fable cinématographique, Le Seuil)